# 小綱木村
小綱木村（こつなぎむら）は福島県伊達郡にあった村。現在の川俣町小綱木にあたる。

## 地理
- 山：花塚山、口太山

## 歴史
- 1889年（明治22年）4月1日 - 町村制の施行により小綱木村が単独で自治体を形成。
- 1955年（昭和30年）3月1日 - 伊達郡川俣町・飯坂村・大綱木村・富田村・福田村・小島村および安達郡山木屋村と合併し、改めて伊達郡川俣町が発足。同日小綱木村廃止。

## 交通

### 道路
- 富岡街道（現・国道114号）